# AEW All Out
AEW All Out est un événement de catch (lutte professionnelle) produite par la promotion américaine, All Elite Wrestling (AEW). Créé en 2019, il a lieu chaque année pendant le week-end du Labor Day. L'événement inaugural était un successeur spirituel du PPV All In produit indépendamment en septembre 2018, qui a servi de catalyseur à la formation d'AEW en janvier 2019. Il est considéré comme l'un des "quatre grands" PPV pour AEW, avec Double or Nothing, Full Gear et Revolution, les quatre plus grands évènements de la société produites chaque trimestre.
À l'exception de l'événement de 2020, All Out a lieu chaque année dans la région métropolitaine de Chicago. Les événements de 2019, 2021 et 2022 ont eu lieu à la Now Arena (anciennement Sears Center) dans la banlieue de Chicago à Hoffman Estates, dans l'Illinois, le même lieu qui a accueilli le premier All In, l'événement de 2023 ayant eu lieu au United Center de Chicago. En raison de la pandémie de COVID-19 en 2020, All Out de cette année-là, qui était initialement prévu à la Now Arena, a dû avoir lieu au Daily's Place à Jacksonville, en Floride, et c'était le premier PPV d'AEW à avoir un public payant en direct (avec une capacité maximale de 15 % du lieu) après que la Floride a assoupli ses protocoles COVID-19. L'année suivante, en juillet, AEW a repris les tournées en direct et l'événement 2021 est devenu le premier PPV d'AEW organisé en dehors de la Floride depuis le début de la pandémie.

## Histoire
Le 1er septembre 2018, un événement de catch indépendant à la carte (PPV) a eu lieu appelé All In, qui a eu lieu dans la banlieue de Chicago à Hoffman Estates, dans l'Illinois, à l'ancienne Sears Center, renommée Now Arena en 2020. L'événement a été organisé par des membres de The Elite et a été un catalyseur de la formation de All Elite Wrestling (AEW) le 1er janvier 2019. The Elite est devenu vice-président exécutif d'AEW, qui a programmé un successeur spirituel à All In appelé All Out, le premier PPV All Out a eu lieu le 31 août 2019, au même endroit qu'All In,,. L'évènement a été nommé "All Out" car le nom "All In" appartenait à l'époque à Ring of Honor (ROH) et le président d'AEW, Tony Khan, voulait éviter un procès – Khan achèterait plus tard ROH en mars 2022.
Un second All Out a ensuite eu lieu le 5 septembre 2020, établissant l'événement comme un PPV annuel du week-end de la fête du Travail pour la promotion - ce deuxième événement avait initialement lieu au même endroit, mais a été organisé au siège d'AEW depuis Daily's Place à Jacksonville, en Floride, en raison de la pandémie de COVID-19 qui a débuté à la mi-mars de la même année. En août 2020, l'AEW a commencé à admettre un nombre très limité de fans aux événements, ainsi l'édition 2020 était le premier PPV d'AEW à avoir des fans payants en direct pendant la pandémie, mais seulement à 15 % de la capacité de la salle. AEW a repris sa tournée en juillet 2021 et l'édition 2021 a eu lieu le 5 septembre, retournant sur le lieu de l'événement inaugural, marquant ainsi le premier PPV d'AEW à se tenir à l'extérieur de Daily's Place depuis le début de la pandémie de COVID-19,. Alors qu'All Out se déroulait traditionnellement à la Now Arena, l'édition 2023 a déplacé All Out au United Center de Chicago.
Bien que Double or Nothing soit considéré comme l'événement phare d'AEW, l'arbitre d'AEW, Aubrey Edwards, a qualifié All Out de premier événement d'AEW dans un épisode du podcast AEW Unrestricted. Le président-directeur général d'AEW, Tony Khan, a qualifié Double or Nothing de l'un des "quatre grands" PPV de la société, ses quatre plus grandes émissions de l'année produites trimestriellement, avec Double or Nothing, Full Gear et Revolution.

## Historique des All Out
| # | Événement      | Date             | Ville                     | Lieu          | Main Event                                                                          |
| - | -------------- | ---------------- | ------------------------- | ------------- | ----------------------------------------------------------------------------------- |
| 1 | All Out (2019) | 31 août 2019     | Hoffman Estates, Illinois | Sears Centre  | Chris Jericho contre "Hangman" Adam Page pour devenir le premier AEW World Champion |
| 2 | All Out (2020) | 5 septembre 2020 | Jacksonville, Floride     | Daily's Place | Jon Moxley contre MJF pour le AEW World Championship                                |
| 3 | All Out (2021) | 5 septembre 2021 | Hoffman Estates, Illinois | Now Arena     | Kenny Omega contre Christian Cage pour le AEW World Championship                    |
| 4 | All Out (2022) | 4 septembre 2022 | Hoffman Estates, Illinois | Now Arena     | Jon Moxley contre CM Punk pour le AEW World Championship                            |
| 5 | All Out (2023) | 3 septembre 2023 | Chicago, Illinois         | United Center | Orange Cassidy contre Jon Moxley pour le AEW International Championship             |
| 6 | All Out (2024) | 7 septembre 2024 | Hoffman Estates, Illinois | Now Arena     | À venir                                                                             |

## Liens Externes
- Site officiel de la AEW